# Anwerbeabkommen zwischen der Bundesrepublik Deutschland und Marokko
Das Anwerbeabkommen zwischen der Bundesrepublik Deutschland und dem Königreich Marokko wurde am 21. Mai 1963 unterzeichnet (Kabinett Adenauer V) und führte, trotz gegenteiliger vertraglicher Ausgestaltung (Befristung der Aufenthaltsdauer auf maximal zwei Jahre, sogenanntes Rotationsprinzip), zum Beginn einer marokkanischen Einwanderung in die Bundesrepublik Deutschland. Die angeworbenen Arbeiter wurden in Deutschland als Gastarbeiter bezeichnet. Bis zum Anwerbestopp 1973 kamen 22.400 marokkanische Gastarbeiter nach Deutschland.
Ähnliche Anwerbeabkommen schloss die Bundesrepublik Deutschland auch mit anderen Staaten: Türkei, Griechenland, Italien, Jugoslawien, Portugal, Spanien und Tunesien.
Der Abschluss des Abkommens war innerhalb der deutschen Regierung stark umstritten. Für seinen Abschluss sprach die Erwartung, den Arbeitskräftebedarf im Bergbau und vor allem im Steinkohlenbergbau zu decken und zugleich einen bereits bestehenden Zustrom von Menschen, die illegal aus Marokko einreisten und sich im Bergbau um Arbeit bewarben, zu regulieren.

## Inhalt
Das Anwerbeabkommen mit dem Königreich Marokko enthielt von Anfang an im Gegensatz zu den Anwerbeabkommen mit den westlichen Ländern einige Besonderheiten (die auch für die Abkommen mit Tunesien und der Türkei galten):
- eine Anwerbung war ausschließlich für Unverheiratete vorgesehen,
- ein Familiennachzug bzw. die Familienzusammenführung wurde im Abkommen explizit ausgeschlossen,
- eine Gesundheitsprüfung und eine Eignungsuntersuchung für die anzunehmende Arbeit,
- eine Obergrenze für den Aufenthalt von 2 Jahren wurde festgeschrieben, eine Verlängerung ausgeschlossen